# Institut allemand des droits humains
L'Institut allemand des droits humains (en allemand Deutsches Institut für Menschenrechte, DIMR) est une organisation de défense des droits de l'homme dont le siège est à Berlin. L'association est fondée le 8 mars 2001. En tant qu'institution nationale des droits humains, l'institut travaille sur le fondement des engagements de l'Allemagne envers les Nations-Unies. Il emploie environ 90 personnes à plein temps.

## Histoire
En 2015, la Loi sur le statut et les missions de l'Institut allemand des droits humains  entre en vigueur. La loi garantit à l'institut une indépendance politique, mais le financement dépend du mandant (le Bundestag) ou du budget fédéral. Le financement est assuré en premier lieu par des fonds publics issus du budget fédéral allemand, dans la mesure où ils sont inscrits au budget du Bundestag allemand, et des fonds tiers sont obtenus pour certains projets.
L'institut accompagne et surveille en outre la mise en œuvre de la Convention des Nations Unies relative aux droits des personnes handicapées et de la Convention des Nations Unies relative aux droits de l'enfant. Il crée à cet effet une unité de suivi en mai 2009 et en novembre 2015. Le gouvernement fédéral confie à l'Institut la rédaction de rapports nationaux indépendants sur les conventions du Conseil de l'Europe relatives à la traite des êtres humains ainsi qu'à la violence à l'égard des femmes et à la violence domestique, dite Convention d'Istanbul.
En 2018, l'Institut dénonce l'exploitation dont sont victimes les travailleurs étrangers en Allemagne.
En juin 2023, l'Institut indique que les conditions constitutionnelles d'une interdiction du parti d'extrême droite Alternative für Deutschland sont remplies,,. Quelques jours plus tard, celui-ci dépose une proposition de loi visant à la suppression des missions de l'institut.

## Mission et activités

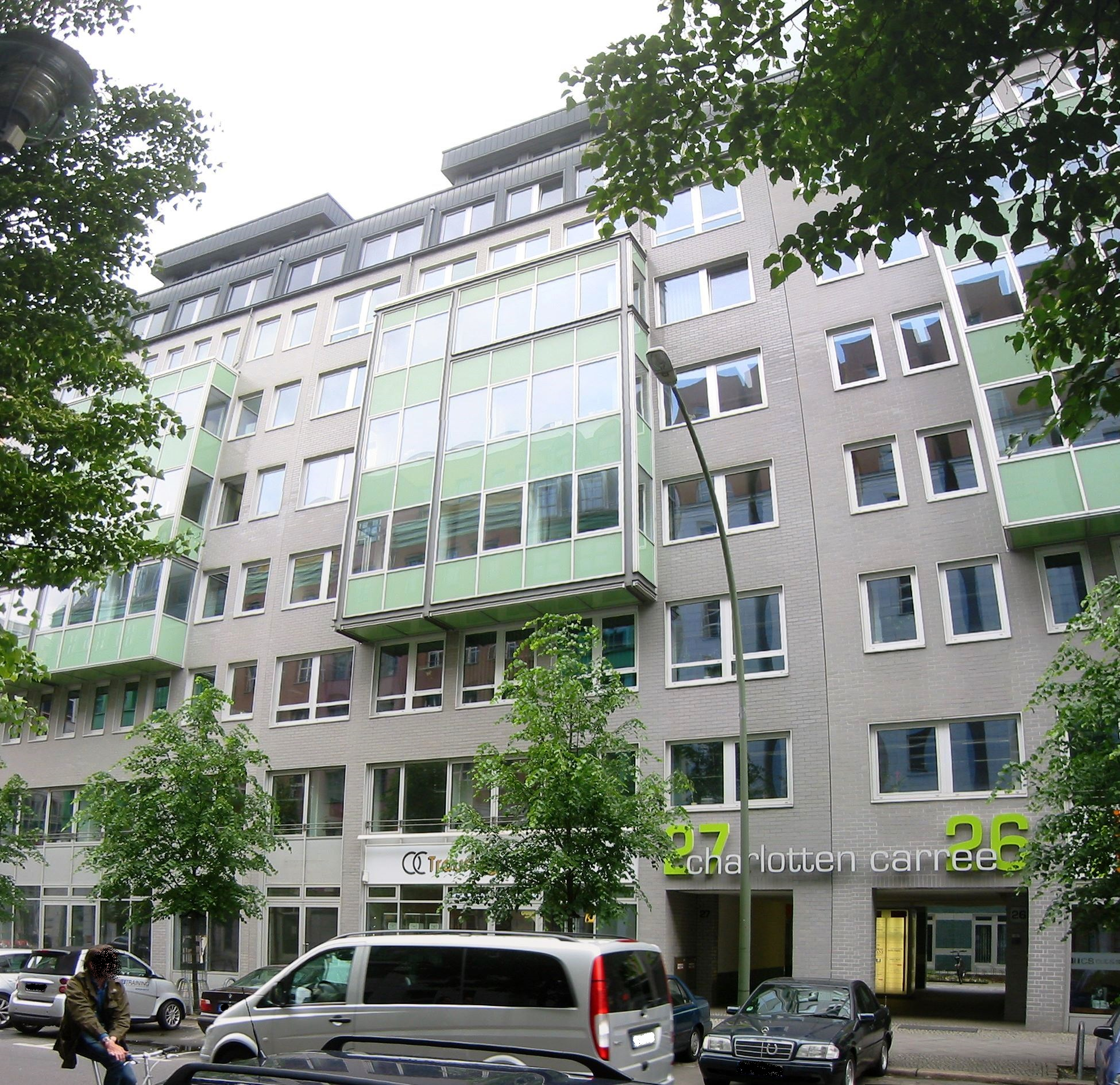
Siège de l'Institut, à Berlin-Kreuzberg.

La mission de l'Institut est définie par la loi et les statuts de l'organisation. Il mène des recherches interdisciplinaires sur les questions relatives aux droits de l'homme et observe la situation des droits humains en Allemagne. Il présente un rapport annuel au Bundestag allemand et rédige des avis pour les tribunaux nationaux et internationaux (avis dits amicus curiæ) ainsi que pour les organes internationaux de défense des droits de l'homme.
Il travaille en étroite collaboration avec les organes des droits de l'homme des Nations unies, du Conseil de l'Europe et de l'Union européenne. L'institut est également membre de l'Alliance mondiale des institutions nationales des droits humains (Global Alliance of National Human Rights Institutions) et du Réseau européen des institutions nationales des droits humains (European Network of National Human Rights Institutions)[réf. souhaitée]. L'institut gère une bibliothèque spécialisée dans les droits humains, accessible au public, et mène des activités de relations publiques pour promouvoir ces droits.
Parmi ses autres tâches figurent le conseil politique et l'information du public sur la situation des droits humains en Suisse et à l'étranger.

## Conseil d'administration
Les membres du conseil d'administration sont, entre autres, Markus N. Beeko, Anetta Kahane, Markus Krajewski, Martin Lessenthin, Markus Löning, Nivedita Prasad, Christine Schirrmacher, Frank Schwabe et Pierre Thielbörger. Parmi les membres sans droit de vote, on trouve notamment Jürgen Dusel, Bernd Fabritius, Bärbel Kofler et Almut Möller.

## Financement
Le DIMR est financé par le budget du Bundestag allemand ainsi que — pour certains projets — par des fonds tiers. Le budget total s'élève à  6,7 millions d'euros en 2021.